# Małgorzata Kochan
Małgorzata Kochan-Dziwisz (ur. 1965) – polska aktorka teatralna i filmowa.

## Życiorys
W 1988 została absolwentką Państwowej Wyższej Szkoły Teatralnej w Krakowie i od tego samego roku pracuje na deskach krakowskiego Teatru Ludowego.

## Filmografia
| Rok  | Tytuł                      | Rola                                                 | Uwagi        |
| ---- | -------------------------- | ---------------------------------------------------- | ------------ |
| 2005 | Na Wspólnej                | pielęgniarka                                         | odc. 598     |
| 2005 | Klan                       | wychowawczyni klasy Maciusia w gimnazjum             |              |
| 2006 | Klan                       | Lubowska, żona pacjenta „El-Medu”                    |              |
| 2006 | Samo życie                 | właścicielka mieszkania, które kupiła Maria Majewska |              |
| 2006 | Bulionerzy                 | prezes Janina Cichocka                               | odc. 58      |
| 2006 | Magda M.                   | siostra Aurelia                                      |              |
| 2009 | Majka                      | Bożena                                               |              |
| 2012 | Julia                      | pacjentka                                            | odc. 119     |
| 2012 | Wszystkie kobiety Mateusza | bibliotekarka                                        |              |
| 2021 | Sexify                     | matka Pauliny                                        | odc. 2, 6, 7 |